# Crimson Prince
Crimson Prince (紅心王子, Kurenaiōji) est un shōnen manga de Sōta Kuwahara, prépublié dans le magazine Monthly Shōnen Gangan et publié par l'éditeur Square Enix en volumes reliés depuis novembre 2007. La version française est éditée par Ki-oon depuis janvier 2011.
Le jeune prince des démons, Kojirô Sakura, part dans le monde des humains pour voler l'âme d'une jeune fille qui menace son monde. Mais une fois arrivé sur place, Kojirô se prend une balle en pleine figure. Inconscient, il se fait soigner par une jeune fille, Hana.
Mais Hana s'avère être la fille dont Kojirô doit voler l'âme.
L'histoire tourne sur le fait que le démon ne veuille pas lui voler son âme avant de connaître toute la vérité sur les secrets du « pourpre », un mystérieux pouvoir...

## Personnages
Kojiro Sakura : jeune prince des démons, il est en âge de s'aventurer sur Terre pour remplir sa première mission. Il méprise les humains et se croit supérieur à eux. Lorsqu'il va sur terre, il rencontre Hana, une jeune humaine de son âge qui lui propose d'habiter en pension chez elle.
Hana Koumeda : c'est une jeune fille énergique qui sourit tout le temps. On découvre qu'en fait, c'est elle la cible de Kojirô et qu'elle est destiné à se faire prendre son âme par le jeune prince, ce qu'elle ignore.
Gee (Gin) : C'est un petit démon qui accompagne tout le temps Kojirô. On apprendra plus tard que c'est en fait un sinigami.
Dame pourpre : Première reine des anges, celle-ci est morte pour protéger son royaume. C'est Kojirô Sakura (non, pas le héros principal), le premier roi des démons qui l'a tué. C'est un personnage énigmatique dont on ne sais pas beaucoup de choses, à part qu'elle semble avoir eu une relation amoureuse avec le démon qui l'a achevé.

## Liste des volumes
| no | Japonais         | Japonais          | Français          | Français          |
| no | Date de sortie   | ISBN              | Date de sortie    | ISBN              |
| --- | ---------------- | ----------------- | ----------------- | ----------------- |
| 1 | 22 novembre 2007 | 978-4-7575-2161-2 | 27 janvier 2011   | 978-2-35592-230-5 |
| Liste des chapitres : - Chapitre 1 : L'éveil - Chapitre 2 : Le don du ciel - Chapitre 3 : Les sentiments d'un solitaire |                  |                   |                   |                   |
| 2 | 22 mars 2008     | 978-4-7575-2240-4 | 27 janvier 2011   | 978-2-35592-231-2 |
| Liste des chapitres : - Chapitre 4 : Une bonne raison - Chapitre 5 : La justicière - Chapitre 6 : Petites cachotteries - Chapitre 7 : Cible repérée - Chapitre 8 : Une présence à ses côtés                                        |                  |                   |                   |                   |
| 3 | 22 juillet 2008  | 978-4-7575-2326-5 | 24 mars 2011      | 978-2-35592-251-0 |
| Liste des chapitres : - Chapitre 9 : Un ange intrigué - Chapitre 10 : Prince d'un jour - Chapitre 11 : Une page blanche - Chapitre 12 : Amis d'enfance - Chapitre 13 : L'usurpateur                                                |                  |                   |                   |                   |
| 4 | 22 décembre 2008 | 978-4-7575-2441-5 | 26 mai 2011       | 978-2-35592-270-1 |
| Liste des chapitres : - Chapitre 15 : Un endroit où aller - Chapitre 16 : Retour au pays - Chapitre 17 : La pleine lune et le garçon - Chapitre 18 : La pleine lune et la fille - Chapitre 19 : La pleine lune et toi              |                  |                   |                   |                   |
| 5 | 22 juin 2009     | 978-4-7575-2580-1 | 30 juin 2011      | 978-2-35592-287-9 |
| Liste des chapitres : - Chapitre 20 : Guidé par une voix - Chapitre 21 : Dans ton regard - Chapitre 22 : Avant de dormir - Chapitre 23 : On sonne à la porte - Chapitre 24 : Une personne irremplaçable - Chapitre 25 : Sakura     |                  |                   |                   |                   |
| 6 | 22 décembre 2009 | 978-4-7575-2718-8 | 22 septembre 2011 | 978-2-35592-312-8 |
| Liste des chapitres : - Chapitre 26 : Un deuxième printemps - Chapitre 27 : Ange et démon - Chapitre 28 : Une jeune fille amoureuse - Chapitre 29 : La vérité - Chapitre 30 : Le regard des autres                                 |                  |                   |                   |                   |
| 7 | 22 juin 2010     | 978-4-7575-2900-7 | 24 novembre 2011  | 978-2-35592-333-3 |
| Liste des chapitres : - Chapitre 31 : Ma relation avec toi - Chapitre 32 : Incapable d'agir - Chapitre 33 : Poussée de fièvre - Chapitre 34 : Ce que réserve l'avenir - Chapitre 35 : La cible                                     |                  |                   |                   |                   |
| 8 | 22 décembre 2010 | 978-4-7575-3085-0 | 26 janvier 2012   | 978-2-35592-350-0 |
| Liste des chapitres : - Chapitre 36 : Dame Pourpre - Chapitre 37 : Mutsuki - Chapitre 38 : La rumeur - Chapitre 39 : Le vrai toi - Chapitre 40 : Doutes                                                                            |                  |                   |                   |                   |
| 9 | 22 avril 2011    | 978-4-7575-3192-5 | 22 mars 2012      | 978-2-35592-370-8 |
| Liste des chapitres : - Chapitre 41 : Le récit de la,porteuse de lumière - Chapitre 42 : Un rouge inoubliable - Chapitre 43 : Des mains qui se touchent - Chapitre 44 : Une journée morose - Chapitre 45 : Des sentiments refoulés |                  |                   |                   |                   |
| 10 | 22 août 2011     | 978-4-7575-3360-8 | 28 juin 2012      | 978-2-35592-408-8 |
| Liste des chapitres : - Chapitre 46 : Souvenirs - Chapitre 47 : Énigme et indice - Chapitre 48 : Mary et son prince - Chapitre 49 : Les fiancés - Chapitre 50 : Être amoureux - Chapitre 51 : Des sentiments sincères              |                  |                   |                   |                   |
| 11 | 21 janvier 2012  | 978-4-7575-3472-8 | 27 septembre 2012 | 978-2-35592-440-8 |
| 12 | 21 juillet 2012  | 978-4-7575-3661-6 | 10 janvier 2013   | 978-2-35592-481-1 |
| 13 | 22 février 2013  | 978-4-7575-3874-0 | 29 août 2013      | 978-2-35592-570-2 |
| 14 | 22 août 2013     | 978-4-7575-4033-0 | 10 avril 2014     | 978-2-35592-662-4 |
| Liste des chapitres : - Chapitre 70 : Objet perdu - Chapitre 71 : Gee - Chapitre 72 : L'équilibre rompu - Chapitre 73 : Une nouvelle mission - Chapitre 74 : Antagonismes - Chapitre 75 : Souvenirs                                |                  |                   |                   |                   |
| 15 | 22 février 2014  | 978-4-7575-4218-1 | 28 août 2014      | 978-2-35592-713-3 |
| Liste des chapitres : - Chapitre 76 : L’exécution - Chapitre 77 : L'ange aux ailes pourpres - Chapitre 78 : Secret de famille - Chapitre 79 : Face au passé - Chapitre 80 : Sentarô Sakura - Chapitre 81 : Margaret                |                  |                   |                   |                   |
| 16 | 22 août 2014     | 978-4-7575-4387-4 | 22 janvier 2015   | 978-2-35592-775-1 |

## Analyse
Du9 relève l'originalité de la série, qui réside dans la « simplification de la variété des registres conjuguée à une sophistication des catégories de dialogues : Ici, point de narrateur, ni de voix de l'auteur, nous n'entendons que les personnages de l'histoire, dans leurs dialogues et leurs monologues. Mais ceux-ci s'expriment à différents niveaux de réalité (…) Kawahara Souta compte sur nos compétences de lecteur pour s'émanciper de certaines contraintes d'écriture en prenant bien la mesure des limites jusqu'auxquelles elle peut s'aventurer et sans les franchir. Elle gagne ainsi des marges de manœuvre qu'elle met à profit pour renforcer l'intensité dramatique du récit ou, plus souvent, pour accentuer des effets de composition et d'ambiance des doubles pages ».

### Édition japonaise
Square Enix
1. 1 2  (ja) « Tome 1 »
2. 1 2  (ja) « Tome 2 »
3. 1 2  (ja) « Tome 3 »
4. 1 2  (ja) « Tome 4 »
5. 1 2  (ja) « Tome 5 »
6. 1 2  (ja) « Tome 6 »
7. 1 2  (ja) « Tome 7 »
8. 1 2  (ja) « Tome 8 »
9. 1 2  (ja) « Tome 9 »
10. 1 2  (ja) « Tome 10 »
11. 1 2  (ja) « Tome 11 »
12. 1 2  (ja) « Tome 12 »
13. 1 2  (ja) « Tome 13 »
14. 1 2  (ja) « Tome 14 »
15. 1 2  (ja) « Tome 15 »
16. 1 2  (ja) « Tome 16 »

### Édition française
Ki-oon
1. 1 2  « Tome 1 »
2. 1 2  « Tome 2 »
3. 1 2  « Tome 3 »
4. 1 2  « Tome 4 »
5. 1 2  « Tome 5 »
6. 1 2  « Tome 6 »
7. 1 2  « Tome 7 »
8. 1 2  « Tome 8 »
9. 1 2  « Tome 9 »
10. 1 2  « Tome 10 »
11. 1 2  « Tome 11 »
12. 1 2  « Tome 12 »
13. 1 2  « Tome 13 »
14. 1 2  « Tome 14 »
15. 1 2  « Tome 15 »
16. 1 2  « Tome 16 »